# Obaga de Carreu

L'Obaga de Carreu, respecte del terme d'Abella de la Conca

L'Obaga de Carreu és una extensa obaga del terme municipal d'Abella de la Conca, a la comarca del Pallars Jussà, a la vall de Carreu.
Està situada al costat sud-est de la vall del riu de Carreu, al vessant septentrional de la serra de Carreu. S'estén des del nord-oest del cim de Cap de Carreu, al sud-oest de la caseria de Carreu, fins al límit oriental del terme municipal.
En alguns mapes, una part d'aquesta obaga està englobada, juntament amb l'Obaga del Clot de Moreu, en l'Obaga de Claverol.
Pel seu extrem oriental discorre el Camí del Grau, i en el seu extrem nord-est es troba el Coll de Llívia.

## Etimologia
Es tracta d'un topònim romànic modern, de caràcter descriptiu: és l'obaga de la vall de Carreu.